# Departament de Magdalena
Magdalena és un departament de Colòmbia que inclou els municipis d'Aracataca, Ariguani, Cerro de San Antonio, Chivolo, Ciénaga, El Banco, El Piñón, Fundación, Guamal, Pedraza, Pivijay, Plato, Puebloviejo, Remolino, Salamina, San Sebastián de Buenavista, Santa Ana, Santa Marta, San Zenón, Sitionuevo i Tenerife.